# Букет мімози й інші квіти
Букет мімози й інші квіти (рос. Букет мимозы и другие цветы) — радянський художній фільм 1984 року, знятий на кіностудії «Ленфільм».

## Сюжет
У житті кожної працюючої людини одного разу наступає складний момент, пов'язаний з відходом на пенсію. А якщо це начальник відділу постачання великого заводу, якому героїня фільму присвятила все своє життя, сумно вдвічи.

## У ролях
- Лідія Федосеєва-Шукшина — Катерина Терентіївна Бубнова, пенсіонерка
- Андрій Петров — Василь Григорович, чоловік Катерини
- Андрій Сергєєв — Діма, старший син Катерини Тірентіївни, чоловік Нелі
- Сергій Бехтерєв — Андрій, молодший син Катерини Тірентіївни
- Майя Лагута — Мар'яна
- Лариса Луппіан — Олена, дружина Діми
- Світлана Смирнова — Неля
- Єлизавета Нікіщихіна — Ганна Антонівна, мати Олени
- Сергій Боярський — Микита, син Мар'яни
- Тамара Альошина — епізод
- Олена Андерегг — Маша, подруга Катерини Тірентівни
- Майя Блінова — подруга Катерини Тірентіївни
- Юрій Волков — директор заводу, начальник Катерини Тірентіївни
- Борис Іванов — Павло, акомпаніатор
- Софія Павлова — Катерина Іванівна, свекруха Мар'яни, московська бабуся, лікар
- Віктор Іллічов — жених Світлани
- Василь Петренко — Міша
- Віка Мелещенкова — Іріша, дочка Олени і Діми, внучка Катерини Тірентіївни

## Знімальна група
- Режисер — Михайло Нікітін
- Сценарист — Наталія Рязанцева
- Оператор — Сергій Астахов
- Композитор — Ігор Цвєтков
- Художник — Віктор Амельченков